# Sindy
Sindy är en leksaksdocka som tillverkades av ett stort antal företag i leksaksbranschen under olika licenser som de tilldelats av Pedigree Dolls & Toys. De mest betydelsefulla företagen var dock Pedigree under åren 1963–1986, Hasbro 1987–1996, Funskool 1994–2006 samt Vivid Imaginations 1998–2003.

## Sindy Pedigree (1963–1986)
Den ursprungliga modellen till Sindy skulpterades av Dennis Arkinstall för Pedigree, då arbetet med att ta fram den första Sindydockan påbörjades under tidigt 1960-tal. Arbetet övertogs och avslutades dock av Eric Griffiths som därefter utvecklade och designade Sindy under ytterligare åtta år för Pedigree. När arbetet avslutades av Pedigrees designstab saknade den nya dockan fortfarande ett namn. En lista med olika förslag upprättades av Charles Hobson & Grey. Det namn som till slut valdes var Cindy, dock rekommenderades Pedigree att byta ut C mot S i namnet för att underlätta en varumärkesregistrering.
Sindy introducerades den 6 september 1963 av Pedigree under sloganen the doll you love to dress. De pengar som anslagits för TV-reklam vid lanseringen var blygsamma och räckte inte för att täcka hela landet. Trots detta blev Sindy en omedelbar succé och såldes i 200 000 exemplar under de tre första månaderna. En bidragande orsak till Sindys framgångar i England var att föräldrar ansåg den dåvarande Barbie-dockan vara vulgär och opassande för små barn. Pedigree insåg att det krävdes en annan typ av docka efter Barbies första motgång. Sindy fick ett stort huvud och ett enklare mode än sin rival Barbie.
Vid introduktionen av Sindy skickade Pedigree ett kampanjbrev till samtliga återförsäljare av leksaker innehållande en grammofonskiva med titeln Sindy Meets the Dolly Beats. Brevet inleddes med "Vi bifogar en speciell grammofonskiva för att presentera Sindy för dig". I brevet ingick även en beställningsorder som återförsäljarna kunde fylla i och skicka i retur till Pedigree.
1965 genomgick Sindy vissa förändringar och blev något kortare än den ursprungliga modellen från 1963. Hon fick även riktiga ögonfransar och fylligare hår. Kvaliteten på plasten som dockan var gjord av förbättrades också. Under samma år introducerades även hennes första pojkvän Paul som fick sitt namn efter Paul McCartney från Beatles.
1966 utökades Sindys familj med hennes lillasyster Patch. Det var en cirka 10 cm hög docka som försågs med fräknar i ansiktet. Patch fick en omfattande garderob med välgjorda kläder och tillbehör. Kvalitén på kläderna uppskattades av konsumenterna och bidrog till att stärka Sindys ställning på den inhemska marknaden. Patch fick också vännerna Betsy och Poppet. 1971 kom Birthday Party som också blev den sista Patchdockan som Pedigree tillverkade och som därmed avslutade epoken med Sindys lillasyster Patch.
1968 erhöll Sindy en mer glamorös stil, bland annat fick hon riktiga ögonfransar och långt hår. Hennes kläder anpassades till det rådande modet och fick en betydligt bredare omfång än tidigare. Sindy fick även två nya vänner under samma år, en fransyska med namnet Mitzi och en engelsk väninna vid namnet Vicki. Senare under 1970 fick Sindy en tredje vän med namnet June. Dessa vänner blev dock aldrig lika populära som Sindydockan bland konsumenterna.
1971 erhöll Lovely Lively Sindy National Association of Toy Retailers första pris för bästa leksak för flickor tack vare hennes popularitet. Vid denna tidpunkt dominerade Sindy helt på den engelska marknaden och i stora delar av Europa. Den populäraste Sindydockan genom tiderna lanserades dock först 1975. Det var en så kallad aktiv docka som hade 15 olika leder vilket gav Sindy möjlighet att agera och röra sig som en äkta ballerina. Denna modell av Sindy kom i ett flertal olika varianter mellan åren 1975 fram till 1985.
Sindy introducerades 1978–1979 på den amerikanska marknaden av Marx. Marx gav Sindy en ny mörkhyad vän med namnet Gayle. En speciell och sällsynt variant av Sindy togs fram 1982 för hamburgerkedjan McDonald's konvent. Sindy fick också ett par nya vänner vid mitten av 1980-talet, Mark och Marie. 1986 upphörde Pedigree att tillverka Sindy.

## Sindydockor Hasbro (1987–1996)
1987 tog Hasbro över rättigheterna till Sindy. Hasbro introducerade en ny model av Sindy som endast fanns tillgänglig på marknaden under ett år.
1988 släppte Hasbro den modell som skulle dominera hela 1990-talet. Sindys huvud var betydligt mindre än de tidigare modeller som Pedigree hade tillverkat. Dock var Sindys huvud fortfarande rundare i formen än sin rivals Barbie. Sindy erhöll en större detaljrikedom så som navel, tår och en slankare kropp. I en artikel i Daily Mirror från den 9 februari 1989 presenterades Kate Burt, en tonårsmodell som valts ut att gestalta Sindy bland 100-tals hoppfulla sökande. Kate Burt gestaltade Sindy för Hasbro i bland annat den TV-reklam som spelades in och butikskampanjer.
Många modeller släpptes på marknaden under de följande två åren. Några av de mest kända och sällsynta modellerna är Sindy & Scotty, Splashing Out Sindy och Wedding Day Sindy. I Sverige och delar av Europa vann Sindy marknadsandelar. I Sverige hade Sindy en betydande andel av marknaden under början av 1990-talet och sålde mycket bra. 1987–1988 var Sindys förpackningar rosa, 1989–1993 vita samt mintgröna 1993–1996.
Sindy & Her Fun Bike från 1990 var den första Sindydockan som kunde cykla på ett naturtroget sätt tack vare sina speciella ledade knän.
1991 släppte Hasbro Talk With Me Sindy, en talande docka som kunde säga ett antal olika fraser. Sindy släpptes utöver den engelskspråkiga varianten på ett antal andra språk, däribland franska. Någon svensktalande Sindy kom dock aldrig.
1993 fyllde Sindy 30 år. Till jubileet släppte Hasbro Diamond Princess Sindy i en begränsad upplaga på 10 000 numrerade dockor avsedda för samlare. Diamond Princess Sindy är den hittills dyraste Sindydockan som har tillverkats. Endast ett fåtal modeller av Sindy vände sig i första hand till samlare. Dessa var Diamond Princess, Edwardian Dream samt Romance N Roses Sindy som alla levererades i mer påkostade förpackningar. Modellen Kate Burt gestaltade Sindy på jubileumsfesten som hölls i London med inbjudna gäster.
1994 introducerade Hasbro Imani en ny mörkhyad vän till Sindy. Dockan utkom endast i två varianter, Pop Star Imani och Crimp & Bead.
1996 upphörde Hasbro med att tillverka Sindy. Den sista Paul-dockan (Sindys pojkvän) utkom även under detta år. 1998 ägde den hittills största utställningen om Sindy rum i Stockholm på Leksaksmuseet vid Mariatorget. Utställningen gick under namnet Sindy Magnifique och var en jubileumsutställning för Sindys 35-årsdag. En speciellt framtagen jubileumsdocka iklädd diamanter och safirer ställdes bland annat ut under en kortare tid på museet.

## Sindydockor Funskool (1994–2006)
Sindy kom till Indien 1994 och marknadsfördes av Funskool (en del av Hasbro-koncernen). Funskool anpassade Sindy till den indiska marknaden och lät dockans mode inspireras av indiskt mode och kultur. Miss India Sindy-serien från 1996 är den mest kända modellerna bland samlare. De olika modellernas namn som ingick i serien var Sarée, Kurta, Gujarati, Hair Dazzle Sindy. Färgerna på kläderna varierade.
Gujarati och Sarée var röd, grön eller gul, Hair Dazzle var blå eller lila och Kurta var rosa, andra kulörer kunde dock förekomma. Pretty Party Sindy fick också en indiskinspirerat mode där Sindy förvandlades till en ung indisk kvinna. Miss India-serien tillverkades med framgång för den indiska marknaden fram tills Funskool upphörde att tillverka Sindy 2006.

## Sindydockor Vivid Imaginations (1998–2003)
1997 efter att Hasbro hade slutat tillverka Sindy övergick rättigheterna till Vivid Imaginations. Vid Vivids övertagande fick Sindy en ny pojkvän med namnet Robbie vilket innebar slutet för en 32 år lång epok med Paul. Även Sindys vän Imani försvann och ersattes av Mel.
Under Vivids ledning fick Sindy omedelbara problem och tappade snabbt marknadsandelar på den svenska marknaden. Vivid Imaginations lyckades aldrig vända trenden utan slutade att tillverka Sindy 2003. Rättigheterna gick då tillbaka till ägaren Pedigree.

## Sindydockor New Moons (2003–)
Efter att Vivid Imaginations slutat tillverka Sindy tog New Moons över och introducerade en helt ny typ av dockor i två olika storlekar. För svenskt vidkommande blev aldrig den nya dockan någon succé och den försvann i stort sett helt från marknaden i Sverige.

## Samlare av Sindy
Intresset för att samla på Sindy har långsamt minskat. Priser på Pedigrees dockor har fallit men är fortfarande populära samlarobjekt. Ett fåtal av Hasbros sällsynta lekdockor från sent 1980-tal och tidigt 1990-tal, så kallade playline, står dock högt i pris. Splashing Out Sindy går knappast uppbringa i en obruten förpackning i perfekt skick. Priser på 2 100 till 3 500 svenska kronor har betalats av samlare för denna modell på Ebay.[källa behövs]

## Sindy i långfilmer
Sindys filmbiografi där hon själv har huvudrollen är kort. The Fairy Princess från 2001 är Sindys hittills enda film. Med hjälp av enhörningen Shey och de tre feerna vinner Sindy över den onda trollkarlen Azber. Originalröster var Rik Mayall, John Nettles och Cate Debenham-Taylor.